# 巨聲工房
《巨聲工房》（英語：The Session）為香港無綫電視製作的真人實境秀節目，是《超級巨聲》的花絮節目。
節目於2010年5月10日起，逢星期一至五翌日凌晨00:00-00:30於J2及21:00-21:30於無綫收費電視音樂台播放，2011年1月24日節目改為逢星期一至二翌日凌晨00:00-00:30於J2播放，2011年3月28日節目改為逢星期一至四翌日凌晨00:00-00:30於J2播放，節目起始時由夏至擔任主持，現沒有固定主持。
節目播出後於myTV提供節目重溫。
2010年9月7日起，無綫電視解決節目版權問題，開始提供網上直播。

## 概況
節目起始時為每星期5集，主要直擊《超級巨聲2》的幕後練習實況，由他們挑選歌曲、練歌、與樂隊綵排全面追蹤，以及不時播放「巨聲幫」的發展動向。
《超級巨聲2》完結後，亦曾直擊《TVB全球華人新秀歌唱大賽2010》的幕後實況。
2011年1月24日節目改為每星期2集，主要直擊《Music Café》的幕後採排實況。
2011年3月28日節目改為每星期4集，主要直擊《Music Café》的幕後採排實況、《超級巨聲3》海選實況以及「巨聲幫」的發展動向。
2011年8月15日節目重新回到《超級巨聲3》的幕後實況當中，由他們挑選歌曲、練歌、與樂隊綵排全面追蹤。

## 外部連結
- 《超級巨聲》官方網站 （页面存档备份，存于）
- 《巨聲工房》節目網站 （页面存档备份，存于）
- 《巨聲工房》官方myTV影片[永久]